# Der gute Handel

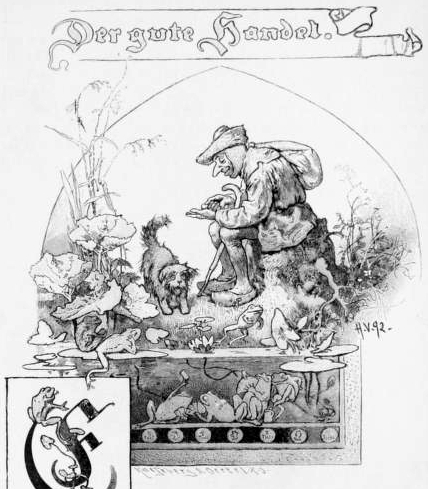
Illustration von Hermann Vogel

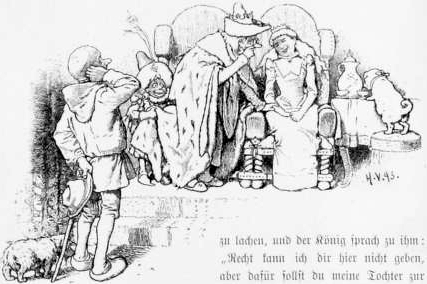
Illustration von Hermann Vogel

Der gute Handel ist ein Schwank (ATU 1642, 1610). Er steht in den Kinder- und Hausmärchen der Brüder Grimm ab der 2. Auflage von 1819 an Stelle 7 (KHM 7).

## Inhalt

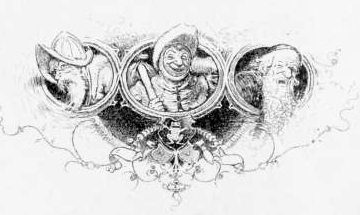
Illustration von Hermann Vogel

Ein Bauer verkauft für sieben Taler seine Kuh. Auf dem Heimweg quaken Frösche „ak, ak, ak, ak.“ Er denkt, sie meinen „acht“ Taler, will sie belehren und wirft ihnen das Geld in den Teich. Als er das Fleisch der nächsten Kuh zur Stadt bringt, bellt ein Hund „was, was, was, was.“ Der Bauer denkt, er will „was“ haben und lässt die Meute alles fressen. Der Metzger, dem der Hund gehört, soll es ihm nach drei Tagen auszahlen, doch der prügelt ihn hinaus. Er klagt es dem König, da lacht dessen Tochter das erste Mal in ihrem Leben. Dafür soll er sie heiraten, doch ihm reicht seine Frau. Der ärgerliche König verspricht ihm „fünfhundert“. Davon lässt sich der Torwächter 200 schenken, den Rest tauscht ihm ein Jude in schlechte Groschen und jammert, als es sich als Schläge herausstellt. Der König lacht, und der Bauer darf sich aus der Schatzkammer bedienen. Im Wirtshaus zählt er das Geld und schimpft auf den König, dass er es ihm nicht selbst gab. Dafür zeigt ihn der Jude an, soll ihn zum König bringen und leiht ihm dazu seinen Rock. Der Bauer bezichtigt ihn fälschlich der Lüge, bekommt erneut Geld und behält den Rock, der Jude bekommt erneut Schläge.

## Sprache und Stil

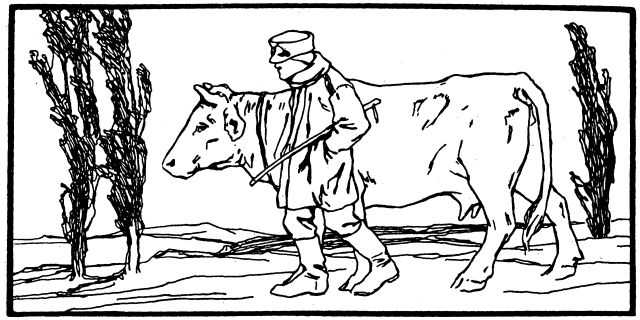
Illustration von Otto Ubbelohde, 1909

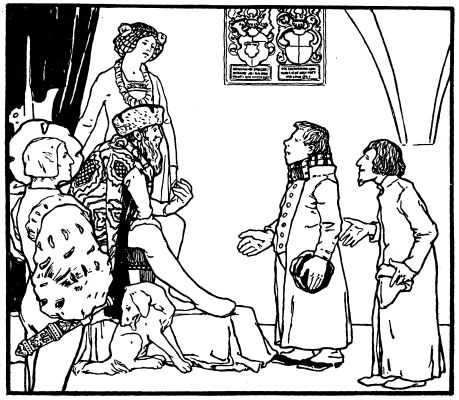
Illustration von Otto Ubbelohde, 1909

Der Bauer schimpft die Frösche, „die schreien auch ins Haberfeld hinein“, „ihr Wasserpatscher (vgl. KHM 1), ihr Dickköpfe, ihr Klotzaugen“. Er beharrt auf „das Seinige“, so zum Metzger: „Spaß beiseite, ich will mein Geld ...“. Sein umständlicher Bericht lässt das Mädchen lachen, es folgt eine abfällige Bemerkung über seine Frau (vgl. KHM 19): „wenn ich nach Haus komme, so ist mir nicht anders als ob in jedem Winkel eine stände.“ Das Geldangebot lässt er sich „nicht zweimal sagen“ (vgl. KHM 61), erst als er selbst zählen muss, meint er sich „hinters Licht geführt“ (vgl. KHM 44, 61). Die eigentliche Pointe ist der Sieg über den Juden, dessen gehobener Sprachduktus seine negative Darstellung unterstreicht: „Gotteswunder, was seid ihr ein Glückskind! ich wills euch wechseln, ich wills euch umsetzen in Scheidemünz, was wollt ihr mit den harten Thalern?“, dann: „au weih geschrien!“ (vgl. KHM 110). Der Bauer wittert „Mauschel“, „was ein Jude sagt ist immer gelogen“, der König lässt „in harten Talern nachzahlen“, was im Volksmund Schläge sind (vgl. KHM 20, auch in Hebels Untreue schlägt den eigenen Herrn, 1808).
Wie Lutz Röhrich bemerkt, wird das Märchenmotiv vom Verstehen von Tiersprachen (etwa KHM 33) hier verspottet. Im Mittelpunkt steht nicht Wunderbares, sondern die Schlichtheit des Bauern. Für Anthroposoph Edzard Storck ist das Zum-Lachen-Bringen der Königstochter wie in KHM 64 Die goldene Gans ein Ausdruck des Erstaunens über Neues, noch nicht Fassbares (1 Mos 17,17 ). Das passiert hier allerdings aus Versehen. Statt dass der König nun weitere Proben verlangt, gibt er sie ihm gleich, nur er will nicht. Ähnliche Geschäfte machen KHM 32 Der gescheite Hans, KHM 83 Hans im Glück, KHM 84 Hans heiratet, KHM 104 Die klugen Leute. Vgl. zu den abgetretenen Schlägen auch Ulrich Jahns Volksmärchen aus Pommern und Rügen Nr. 24 Alten-Sattel, Nr. 25 Der Bauer, der Edelmann und der alte Fritz.

## Herkunft
Grimms Anmerkung vermerkt „Aus dem Paderbörnischen“ (Familie von Haxthausen) und nennt zur Abtretung der Schläge auch Tamerlans Narr Nasureddin in Flögels Geschichte der Hofnarren „S. 178“ und ein Gedicht vom „Kalenberger Pfaffen“ in v. d. Hagens Narrenbuch „S. 272–277, bei Flögel S. 255“, Sacchettis 195. Novelle „von einem Bauer, der einem Könige von Frankreich seinen verlorenen Sperber wiederbringt.“ Bertoldo soll Schläge kriegen, bittet um Schonung des „capo“, was Kopf, aber auch Anführer heißt, und wird geschont, beschwichtigt Frösche durch Werfen mit Goldstücken, „s. Hagens Einleitung zum Morolf S. 18. 19.“
Die Angabe „Aus dem Paderbörnischen“ weist auf Familie von Haxthausen. Heinz Röllekes Einschätzung nach wurde der Text von dieser aus dem Niederdeutschen ins Hochdeutsche umgeformt. Die vielen sprichwörtlichen Redensarten gehörten wohl schon zum Originaltext, bis auf des Bauers Ausspruch ab der 6. Auflage: „Was könnt ihr von einem Ochsen anders erwarten als Rindfleisch“, vgl. bei Andreas Gryphius: „Wie kommts, daß man im Raht hoert Ochsen aus dir bruellen / Du bist ja nicht gewohnt mit Rindfleisch dich zu fuellen“.
Der Ablauf solcher Schwänke hat wohl kein festes Schema. Hans-Jörg Uther findet mögliche Vorbilder der Einzelepisoden, so das Missdeuten von Tierstimmen und Geld zuwerfen an Frösche in Giulio Cesare Croces Bertoldino, der über zahllose Drucke in zeitgenössische Sammlungen einging und den auch die Brüder Grimm besaßen. Auch Abtretung angedrohter Prügel und die List mit dem Mantel, der im Prozess die Aussage oft eines Juden unglaubwürdig macht, waren gängige Motive. Die antijüdische Stereotype hat hier also Tradition, siehe auch KHM 110 Der Jude im Dorn. Ein ähnliches Motiv findet sich in Shakespeares Der Kaufmann von Venedig.